# Calotes desilvai
Calotes desilvai — представник роду Калотів з родини Агамових. Інша назва «чорнострічкова свистяча ящірка». Сингальська назва «Kalu-Iri Uruwan Katussa».

## Опис
Загальна довжина сягає 45 см. Є горлова торба з різними поперечними чорними смугами, плечі чорні, над вухами присутні 2 широко поставлені короткі шипи. Скронева область без великої кілеватої луски, луска з боків картата. Колір тулуба яскраво—зелений з 4 чорними, неправильної форми, цятками. Звідси й походить одна з назв цієї ящірки. Від вуха до плеча тягнеться біла смуга. Під очима є 3 білі плями.

## Спосіб життя
Полюбляє дощові ліси. Здебільшого ховається на дереві. Харчується комахами та безхребетними.
Це яйцекладна ящірка. Самиця у вересні відкладає у ямку в землі 2 яйця розміром 16,2-16,5х8,5-8,9 мм.

## Розповсюдження
Цей ендемік о. Шрі-Ланки. Мешкає на південному заході острова, у національному парку Синхараджа.